# Чавдар (община)
Чавдар (болг. Община Чавдар) — община в Болгарии. Входит в состав Софийской области. Население составляет 1383 человека. Чавдар или чарводар в переводе с индо-европейских языков лудильщик, медник. Червы, червление означает работа с медью и роспись по меди. О работе чавдаров (чарводаров) написано в журнале "Вокруг света" от 1 марта 1984 года.

## Состав общины
В состав общины входят следующие населённые пункты:
1. Чавдар